# Scheitergasse

Scheitergasse Blickrichtung Oberdorf

Die Scheitergasse ist eine in der Stadt Zürich (Schweiz) gelegene Altstadt-Gasse. 
Die Scheitergasse verbindet den Hechtplatz (bekannt durch das Hechtplatztheater) mit der Oberdorfstrasse. Die Gasse hiess ursprünglich Schiterligasse (1509) und wurde benannt nach dem Schiterlihuus (Scheitergasse 2). Das Haus wurde um 1470 nach Klewi Schiterli benannt.

## Gebäude
Scheitergasse 1/ Schiffslände 14: Haus «Zum goldenen Löwen». Die Geschichte des Hauses geht bis ins 14. Jahrhundert zurück und war die meiste Zeit im Besitz von Bäckern und wurde einige Male umbenannt. Der heutige Name trägt es seit 1790. Der Kellereingang in der Scheitergasse trägt die Jahreszahl 1600, während im ersten Obergeschoss ein Fenstersturz die Jahreszahl 1545 trägt.
Scheitergasse 2/Schiffslände 12; Haus «Zum Bilgerischiff». Das Haus war ein Erblehen der Abtei und diente Pilgern nach Einsiedeln als Absteigequartier. Der Name des Hauses ist erstmals 1539 belegt.
Scheitergasse 5; Haus «Zum schwarzen Kreuz». Jahreszahl im Türsturz 1659.
Scheitergasse 10; Haus «Zum schwarzen Stiefel». Jahreszahl im Türsturz 1710.